# DeCSS
DeCSS je računalni program otvorenog koda koji može dekriptirati sadržaj komercijalnih DVD video diskova zaštićenih sustavom CSS. Prije pojavljivanja programa DeCSS na računalima s operacijskim sustavom Linux nisu se mogli prikazivati DVD video diskovi.
Program DeCSS razvijen je bez licencije organizacije "DVD CCA" (DVD Copy Control Association), nadležne za zaštitu od kopiranja DVD-a, odnosno sustava CSS kojim su zaštićeni DVD diskovi.

## Povijest
Program je 6. listopada 1999. najavljen u mailing listi "LiViD" (Linux Video and DVD), gdje je dat samo kao izvršna aplikacija za DVD ripping za Windows, ali je do kraja mjeseca objavljen i izvorni kod. Autori programa su pripadnici programerske skupine MoRE (Masters of Reverse Engineering, "Majstori obratnog inženjeringa"). Anonimni Nijemac, koji je poslije postao član skupine, obratnim je inženjeringom došao do dekriptiranog CSS koda, iako se "zasluge" pripisuju Norvežaninu Jonu Johansenu, jer je došao u središte medijske pozornosti: Johansenu, koji je u to vrijeme bio 15-godišnjak, zbog hakiranja suđeno je u Norveškoj 2002. i 2003. godine, ali je u oba slučaja oslobođen optužbe.

## Izvedeni programi
Programeri širom svijeta izradili su stotine programa ekvivalentnih DeCSS-u. Neki od programa urađeni su samo radi pokazivanja trivijalne lakoće zaobilaženja zaštitnog sustava, a drugi s ciljem dodavanja DVD podrške playerima otvorenog koda. Ograničenja licencije sustava CSS onemogućavaju izradu primjene otvorenog koda, a kako su pogonitelji koji imaju zatvoreni kod nedostupni na nekim operacijskim sustavima, tako je za gledanje filmova nekim korisnicima neophodan DeCSS.
Početkom 2000-tih razvijen je program s istim imenom, ali sasvim druge namjene: uklanjanje tagova CSS iz HTML koda. Web stranice su ohrabrivane da drže i ovaj nevezani program, da bi anti-DeCSS agentima otežale pronaći "pravi" program DeCSS.

## Pravne reakcije
Osnovna pritužba na DeCSS i slične programe je: kad je dekriptirani izvorni video sadržaj dostupan u digitalnom formatu, može se kopirati bez degradacije, tako da bi se DeCSS mogao rabiti za kršenje autorskih prava.
U znak prosvjeda protiv zakonodavstva i zabrane objavljivanja zaobilaženja zaštite, rabe se razni domišljati načini širenja opisa algoritma DeCSS, kao što su na primjer steganografija, razni internetski protokoli, ispisivanje na majicama, MIDI datoteke, ili preko nezakonitih prostih brojeva.

## Vanjske poveznice
- 42 načina za distribuciju DeCSS-a (en.)
- "DeCSS.c", izvorni kod u jeziku C  Arhivirana inačica izvorne stranice od 29. siječnja 2010. (Wayback Machine)
- Slučaj DeCSS, "EFF & 2600 File Strong Appeal in DeCSS/DVD Case", web.archive.org (en.)
- The Truth about DVD CSS cracking  Arhivirana inačica izvorne stranice od 29. kolovoza 2013. (Wayback Machine) (en.)
- Gallery of CSS Descramblers, Carnegie Mellon University in Pittsburgh, Pennsylvania, www.cs.cmu.edu (en.)